# یواس‌اس اری (پی‌جی-۵۰)
یواس‌اس اری (پی‌جی-۵۰) (به انگلیسی: USS Erie (PG-50)) یک کشتی بود که طول آن ۳۲۸ فوت ۶ اینچ (۱۰۰٫۱۳ متر) بود. این کشتی در سال ۱۹۳۶ ساخته شد.